# Краммер
Краммер (нидерл. Krammer) — водоём в Нидерландах.

## Характеристика
Является частью дельты Рейна и Мааса, располагается между островами Гуре-Оверфлакке и Синт-Филипсланд.
На востоке Краммер переходит в Волкерак. На западе дамба Гревелингендам отделяет от Гревелингена.
Через Краммер проходит дамба Филипсдам, которая соединяет между собой острова Гуре-Оверфлакке и Синт-Филипсланд.

## История
До 1967 года Краммер был рекой, однако потом в рамках проекта «Дельта» была сооружена дамба Гревелингендам.